# Cinéma groenlandais

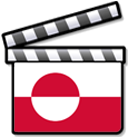
Un clap aux couleurs du drapeau groenlandais.

La production continue du cinéma groenlandais, avec une participation majoritaire de producteurs, de réalisateurs et d'acteurs issus du Groenland, n'a commencé qu'en 2009, mais des films avec des réalisateurs et des acteurs groenlandais ou danois ont été tournés dès l'époque coloniale danoise, avec des clichés inévitables. Ce n'est que longtemps après la conquête de l'autonomie interne que l'industrie cinématographique a commencé à se développer en 1979. Celle-ci a profité de l'attention internationale croissante portée au pays en raison de sa spécificité culturelle, de sa situation climatique extrême et, plus récemment, du changement climatique massif.

## Histoire

### Cinéma dans la colonie danoise (1897-1972)
Le premier court-métrage muet consacré au Groenland est tourné au Danemark en 1897 par le photographe Peter Elfelt, Kørsel med Grønlandske Hunde (litt. « Voyage avec les chiens de traîneau groenlandais »), où l'on voit l'inspecteur groenlandais Johan Carl Joensen (de) faire du traîneau à chiens pendant une minute. Ce fut probablement le tout premier film danois. William Thalbitzer est le premier ethnologue et eskimologue danois à filmer au Groenland en 1906 et 1914.
Le film germano-danois Das Eskimobaby (de) (1916) de Walter Schmidthäusler dépeint de manière stéréotypée la vie des Groenlandais avec l'actrice principale Asta Nielsen déguisée en Inuit.
De 1918 aux années 1940, de nombreux courts documentaires de voyage et films d'expédition ont été tournés sous l'administration danoise (la plupart du temps des films muets, tous en noir et blanc). En 1933, le film Les Noces de Palo (da) a été réalisé par Friedrich Dalsheim (de) pendant la 7e expédition de Knud Rasmussen à Thulé. Il s'agissait d'un mélange de film ethnographique et de fiction, mais qui utilisait également le cliché de l'homme innocent de la nature. Le film, tourné à Tasiilaq, raconte l'histoire des chanteurs Palo et Samo, qui font tous deux la cour à la belle Navarana. Le frère de cette dernière exige que le conflit soit résolu par un concours de chant traditionnel. Au cours du combat, Samo blesse son rival supérieur avec un couteau. Guéri par un chaman, Palo se lance dans une périlleuse excursion en kayak pour retrouver sa bien-aimée. Pour le tournage, Rasmussen a réuni environ la moitié des 800 habitants de la région à l'époque. Le film a été redécouvert à l'état congelé dans une ancienne station missionnaire et restauré en 2016 par la bibliothèque universitaire d'Oldenbourg.
Le premier film parlant (en norvégien) tourné au Groenland est le film dano-norvégien Eskimo (1930) de George Schnéevoigt. Il ne doit pas être confondu avec le film Eskimo de la MGM, qui a été tourné en Alaska en 1933 avec des acteurs locaux. En 1940, Inuit, le premier film ethnographique en couleur réalisé au Groenland, d'une durée de 71 minutes, a été tourné par la photographe danoise Jette Bang (da).
Au début de la guerre froide, le Groenland s'est retrouvé au centre d'un conflit géopolitique entre les grandes puissances, qui a complètement occulté l'intérêt pour la culture autochtone. Des réalisateurs danois ont mis en scène, dans une optique fortement eurocentrique, la nostalgie des Européens pour la nature préservée et authentique du Groenland, comme Qivitoq (1956) d'Erik Balling et Tukuma (litt. « Celui qui est toujours pressé », 1984) de Palle Kjærulff-Schmidt. Le film de Balling oscille entre mélodrame et documentaire. Il faisait en outre la promotion de l'administration coloniale danoise « douce », ce qui a été critiqué. Tukuma de Kjærulff-Schmidt, dont le scénario a été coécrit par Klaus Rifbjerg et le Groenlandais Josef Motzfeldt (da), met en scène la recherche par un Danois de son frère alpiniste disparu au Groenland ; on attribue ici à la nature groenlandaise une influence bienfaisante sur l'Européen en proie au doute.

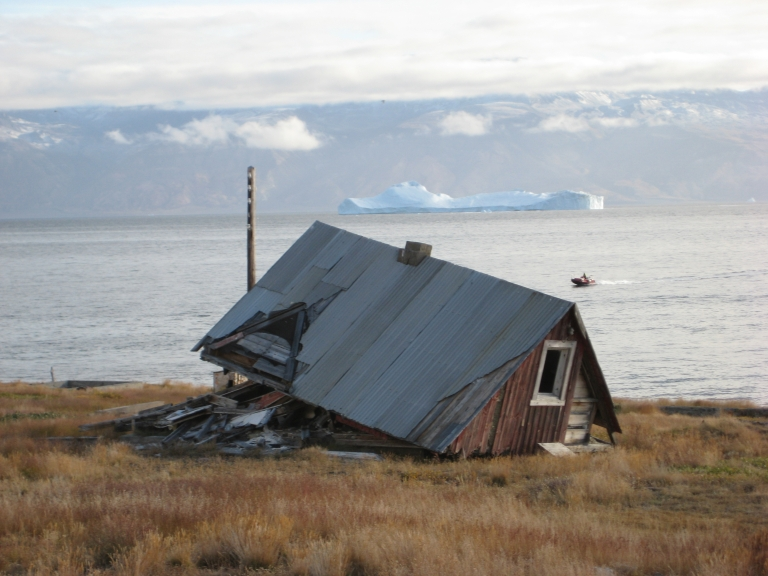
Une ruine à Qullissat (2008, 36 ans après l'abandon de la colonie).

Dans les années 1960 et 1970, les aspirations à l'indépendance se sont intensifiées ; quelques films politiques critiques ont alors été réalisés. Le documentaire d'une demi-heure Sisimiut (1966) de Jørgen Roos (1922-1998) se déroule dans la ville du même nom et traite du conflit d'intérêts et de culture entre l'industrie européenne de la pêche et les chasseurs locaux. Da myndighederne sagde stop (litt. « Quand les autorités ont dit stop », 1972) est un documentaire d'un groupe de discussion avec le poète, essayiste, cinéaste et homme politique groenlandais Aqqaluk Lynge (da) sur l'abandon controversé de la mine de charbon de Qullissat. La ville a été déplacée de force en raison du manque de rentabilité de l'exploitation minière. Le film a été réalisé par l'artiste danois Per Kirkeby. Toute l'œuvre de Lynge tourne autour des conséquences du colonialisme danois.
L'artiste peintre et illustrateur de livres Jens Rosing (da) a produit plusieurs courts métrages dans les années 1960 et 1970 (Umialik en 1967 sur le dernier bateau de femmes au Groenland, Tasiussaq en 1969 et d'autres). Le film Narsaq - Ung by i Groenland (litt. « Narsaq - jeune ville au Groenland », 1979) du Danois Claus Hermansen, de nature plutôt publicitaire, a été commandé par la municipalité.

### Cinéma depuis l'autonomie (1972-2009)
La création de la télévision groenlandaise Kalaallit Nunaata Radioa (KNR) en 1982 a joué un rôle important dans le développement du cinéma groenlandais. En 1994, l'auteur, photographe et producteur letton-roenlandais Ivars Silis (da) a publié le documentaire cinématographique Vor enestående tid (litt. « Notre époque unique ») sur le changement climatique, abordant ainsi un phénomène qui a fait croître l'intérêt pour le Groenland par la suite. Ainsi, en 2008, Aqqaluk Lynge a réalisé sur ce thème le documentaire Arctic warming at the tipping point: An Inuit voice (litt. « Le réchauffement de l'Arctique au point de bascule : La voix des Inuits ») lors d'un séjour à l'Institut des études arctiques de l'université Dartmouth aux États-Unis.
Bien qu'il s'agisse d'une production danoise réalisée par Jacob Grønlykke, Lysets hjerte (litt. « Cœur de lumière », 1988) a été le premier film dont le scénario a été écrit par le Groenlandais Hans Anthon Lynge et dont les acteurs principaux sont groenlandais, notamment le très populaire Rasmus Lyberth. Il est donc souvent cité comme le premier long métrage groenlandais. Le film traite du conflit entre tradition et modernité et de l'alcoolisme endémique dans le pays.
Ce n'est qu'en 1997 que le premier cinéma Katuaq a vu le jour dans la capitale Nuuk. Les budgets modestes ont contraint les producteurs groenlandais à produire d'abord des courts métrages. Parmi eux, Eskimo Weekend (2000) sur le groupe musical Chilly Friday (da), dont les membres voient l'amitié se transformer en jalousie, et le court métrage satirique Sooq Akersuuttugut (litt. « Pourquoi nous nous battons », 2004), tous deux réalisés par Inuk Silis-Høegh (da), le fils d'Ivars Sīlis et Aka Høegh, ainsi que, entre autres, les dessins animés Nanoq (2000) et Ballerina (2003) de Kunuk Platou (de) (* 1964) et Inuk City Woman Blues (2002) de Laila Hansen (de) (* 1966).
Mais le premier long métrage entièrement réalisé par des Groenlandais est Nuummioq (2009), un film romantique avec Lars Rosing (da) et Julie Berthelsen, qui montre comment un jeune habitant de Nuuk fait face à un diagnostic de cancer après avoir rencontré la femme de sa vie. Le film a été réalisé par Otto Rosing (da) et Torben Bech. Le film a connu un grand succès au Groenland et a été présenté en 2010 au festival du film de Sundance dans l'Utah (États-Unis).

### Cinéma groenlandais contemporain (depuis 2009)
Depuis 2009, le Groenland produit environ un long métrage par an, ce qui est un chiffre considérable compte tenu de la population d'environ 56 000 habitants. En 2012, film.gl est créé en tant qu'organisation et portail web des cinéastes groenlandais. Il promeut les coproductions et encourage les films étrangers à être tournés dans le décor glacé du Groenland. En raison de l'étroitesse du marché groenlandais et danois, les réalisateurs groenlandais travaillent de plus en plus avec des réalisateurs étrangers non danois, alors qu'ils sont souvent présents dans plusieurs médias (par exemple, en tant que musiciens).
Aka Hansen (da) (née en 1987), née au Danemark, a fondé la société de production Tumit avec Malik Kleist (de), qui avait auparavant travaillé pour la télévision. Celle-ci a sorti sa première comédie en 2011, Hinnarik Sinnattunilu (« Hendrik et son rêve »). Le réalisateur et acteur principal était Angajo Lennert-Sandgreen (de),. Hansen a également participé à la réalisation d'une série de science-fiction pour Internet se déroulant au Groenland (Polar, 2017).
L'un des films récents les plus importants est le film franco-groenlandais Le Voyage d'Inuk (2010), qui a reçu de nombreux prix pour la réalisation, le montage et la photographie. Ce film d'aventure du réalisateur américain vivant en Europe Mike Magidson (* 1967), dont le scénario a été coécrit par Ole Jørgen Hammeken et l'anthropologue Jean-Michel Huctin, met en scène un jeune garçon de 16 ans originaire de Nuuk, qui rêve de former un groupe de rock inuit, mais qui, délaissé par sa mère alcoolique, part dans le Nord à la rencontre des chasseurs de phoques, c'est-à-dire de ses racines culturelles. Au cours de ce voyage de chasse, il se retrouve en danger de mort. La productrice était Ann Andreasen, née aux îles Féroé, qui dirige le foyer pour enfants le plus au nord du monde à Uummannaq.
Le film dramatique Eksperimentet, produit par Louise Friedberg et réalisé par Ellen Hillingsø, date également de 2010. Il fait écho à un événement survenu en 1952, lorsqu'un groupe de 16 jeunes Groenlandais a été emmené au Danemark pour y être rééduqué conformément à la culture danoise. Certains de ces enfants ont ensuite été renvoyés au Groenland et ont vécu dans un foyer pour enfants. Ils devaient servir de modèles pour la modernisation de la société groenlandaise, qui s'était effondrée après la Seconde Guerre mondiale, mais ils y ont perdu leur langue et en ont été fortement traumatisés.
Malik Kleist a écrit le scénario et réalisé le premier film d'épouvante groenlandais, Qaqqat Alanngui (litt. « La face cachée des montagnes » ; 2011), en travaillant avec des acteurs non professionnels. En 2014, Inuk Silis-Høegh réalise avec le producteur groenlandais Emile Hertling Péronard (de) le film musical hautement politique Sume - mumisitsinerup nipaa (litt. « Sumé : le son d'une révolution ») sur le rôle du premier groupe de rock groenlandais Sumé (litt. « Où ? ») dans le processus de décolonisation encouragé par les soulèvements en Europe et par l'expérience des étudiants groenlandais au Danemark, comme le raconte l'homme politique et écrivain Aqqaluk Lynge (da) dans le film. Ce film est présenté à la Berlinale 2015 et dans plus de 80 autres festivals. Le court-métrage d'Aka Hansen NATIVe - Half&half de 2014 sur les problèmes d'une identité mixte danoise et groenlandaise est également présenté à la Berlinale 2017.
Des documentaires groenlandais récents — la plupart avec une participation internationale — sont Nothing on Earth (2013) de Michael Angus, Translations (2017) de Tinne Zenner et Call of the Ice (2016) de l'Américain d'origine Mike Magidson sur ses tentatives de survie en tant que chasseur. ThuleTuvalu (de) de Matthias von Gunten (de) montre les conséquences du réchauffement climatique à travers deux régions différentes du monde, l'une dans le Pacifique et l'autre dans l'océan glacial arctique. Le documentaire norvégien Winter's Yearning (2019) de Sidse Torstholm Larsen et Sturla Pilskog traite des relations étroites entre un groupe d'aluminium américain et la ville groenlandaise de Maniitsoq. Les défis économiques et les choix personnels y sont portés au premier plan. Le documentaire dano-britannique Niaqornat, un village au bout du monde (2012) de Sarah Gavron et David Katznelson raconte l'histoire d'un adolescent à Niaqornat, où l'on vit encore exclusivement des formes traditionnelles de pêche et de chasse. Les habitants s'efforcent d'acheter et d'exploiter une conserverie de poisson en coopérative afin d'assurer leurs moyens de subsistance dans les conditions du changement climatique. La production danoise Eskimo Diva de 2015 sur la tournée d'une drag-queen dans des villages de pêcheurs isolés exploite des aspects décalés et comiques du conflit culturel.
Lasse Lau est un réalisateur danois ; son film poétique primé Lykkelænder (2016, sous-titré Le Corbeau et la Mouette) met en scène les multiples relations de dépendance du Groenland vis-à-vis du Danemark et son réveil. Il est tourné dans les deux pays. Le corbeau est le symbole des toges noires des missionnaires protestants danois, la mouette celui du Groenland.
Le jeune réalisateur Marc Fussing Rosbach (de) (* 1995), plusieurs fois récompensé, produit presque entièrement lui-même ses longs et courts métrages et se passe également de personnel pour les effets visuels. Son court-métrage d'horreur Imajuik se déroule en 2060. Le jeune Imajuik est la dernière personne vivante à Nuuk, qui a été abandonnée par ses habitants à la suite de l'explosion d'une mine d'uranium voisine, mais il découvre soudain une nouvelle forme de vie.
En 2022, la coproduction danoise et islandaise Against the Ice a été partiellement tournée au Groenland pour Netflix. Le film traite de l'expédition danoise au Groenland de 1909-1912, à la recherche d'une autre expédition disparue. Celle-ci devait apporter la preuve que le Groenland constituait une masse terrestre continue, car après l'atteinte (controversée) du pôle Nord par Robert Peary en 1909, les États-Unis avaient prévu de diviser le Groenland en deux le long du canal Peary (inexistant) et d'en annexer le nord-est. La série suédoise, islandaise et groenlandaise Thin Ice (2020), d'abord diffusée en Suède, montre également que le Groenland suscite toujours de nouvelles convoitises. Il y est question de l'interdiction de l'exploitation pétrolière dans l'Arctique.
Les changements climatiques placent davantage le Groenland sous les feux de la rampe, avec ses modes de vie et de survie complexes, mais qui, dans les villes du Sud, se rapprochent déjà de ceux de la Scandinavie, tandis que les souvenirs et traumatismes coloniaux s'estompent peu à peu. Le développement d'une scène cinématographique petite mais vivante montre que le Groenland ne se définit plus aujourd'hui par le Danemark. La possibilité et les conséquences d'une indépendance totale vis-à-vis du Danemark sont également abordées dans les films.

## Festivals
En 2012, le festival de cinéma Greenland Eyes a eu lieu pour la première fois à Berlin. Il a été organisé par Ivalo Frank (de), fille de parents danois née à Nuuk, qui réalise des courts-métrages et des documentaires sur le Groenland et d'autres régions de conflits postcoloniaux. En 2014/15, le festival a fait une tournée dans d'autres pays nordiques, aux États-Unis et en Grèce. En 2017, un festival international du film arctique a été créé à Nuuk et se déroule chaque été. En 2020, il a été ouvert aux contributions du monde entier.